# Струсельба, Михаил Максимович
Михаил Максимович Струсельба  (14 февраля 1899, Санкт-Петербург,   Российская империя — 2 января 1959, Москва,  СССР) —  советский военный деятель и учёный, генерал-майор инженерно-артиллерийской службы (07.06.1943), действительный член Академии артиллерийских наук (20.09.1946),  профессор (1940).

## Биография
Родился 14 февраля 1899 года в городе  Санкт-Петербург. В апреле 1916 года окончил 5-й класс ремесленного училища и пошел работать слесарем аэропланного завода В. А. Лебедева в Петербурге. В феврале-августе 1917 года - чертежник электромеханического и телефонного завода акционерного общества Гейслер в Петербурге. С августа 1917 года - слесарь-сборщик гидросамолетов мебельно-столярной фабрики Мельцера в Петрограде. С апреля 1918 года - рядовой-охранник отряда Петроградской охраны путей сообщения на станции Малая Вишера Октябрьской железной дороги. 
В РККА с июня 1918 года - красноармеец 3-го летучего отряда Петроградского округа путей сообщения. С декабря 1918 года - курсант 1-х советских командных артиллерийских курсов в Петрограде. С октября 1919 года - командир взвода 3-й артиллерийской школы в Петрограде. С октября 1920 года - комиссар 42-й отдельной тяжелой батареи курсантов на Южном фронте. Участвовал в Гражданской войне в апреле-ноябре 1919 года в составе Петроградской бригады курсантов, с октября 1920 года по март 1921 года - на Южном фронте против войск Юденича и Врангеля. С марта 1921 года - заведующий хозяйственной частью 3-й артиллерийской школы командного состава Петроградского военного округа. 
С октября 1923 года - слушатель Военно-технической академии РККА им. Ф. Э. Дзержинского. В апреле 1928 года откомандирован для работы в Орудийно-арсенальный трест ВСНХ СССР: инженер, руководитель группы Всесоюзного института металлов в Ленинграде. В июле 1929 года - мае 1931 года - адъюнкт Военно-технической академии РККА им. Ф. Э. Дзержинского. В феврале-июне 1930 года Всесоюзным институтом металлов был командирован в город Эссен (Германия) на завод Круппа, а в июне-сентябре 1931 года находился в командировке в городе Дюссельдорфе Германия на заводе Рейн-Металл. С мая 1931 года - начальник 2-го сектора учебной и научно-технической части Военно-технической академии РККА им. Ф. Э. Дзержинского. С января 1932 года - руководитель специально-технического цикла. В мае 1932 года - июне 1933 года - технический директор завода «Баррикады» в городе Сталинград. С декабря 1933 года - начальник кафедры металлургии Артиллерийской академии им. Ф. Э. Дзержинского. С марта 1936 года - начальник и комиссар Артиллерийского научно-исследовательского института РККА. 
В мае 1937 года первичной партийной организацией академии исключен из ВКП(б) за потерю политической бдительности и связь с разоблаченными врагами народа (не разоблачил троцкистские взгляды своего младшего брата - полковника Струсельба Матвея Максимовича, 1901 г. р.). В июле 1937 года уволен из кадров РККА в запас и назначен главным металлургом - заместителем директора по металлургии завода № 221 «Баррикады» в Сталинграде. С марта 1939 года восстановлен в рядах РККА и назначен старшим преподавателем Артиллерийской академии им. Ф. Э. Дзержинского. С апреля 1939 года - в распоряжении Народного комиссариата вооружения «в счет 1000» — главный металлург и заместитель директора по металлургическому производству завода № 221 (завод «Баррикады») в Сталинграде. По апелляции в сентябре 1939 года Комитетом партийного контроля при ЦК ВКП(б) восстановлен в партии с объявлением строгого выговора с занесением в учетную карточку. Взыскание снято в мае 1941 года.  С октября 1942 года - заместитель директора по металлургическому производству и главный металлург завода № 92 в Горьком. С февраля 1944 года - главный инженер - заместитель директора завода № 221 в Сталинграде. С ноября 1946 года - вице-президент Академии артиллерийских наук. В июне 1953 года генерал-майор инженерно-технической службы Струсельба уволен из Советской армии в отставку по болезни.
Крупный специалист по металлургии и технологии специальных, орудийных сталей. Под его руководством на ряде заводов были внедрены новые методы протяжек цельнотянутых цилиндров, центробежное литье цветных металлов, производство пружин и рессор, а также крупного стального фасонного литья для артиллерийских систем. Имеет около 10 печатных трудов по производству стали и металлографии, которые оказывают большую помощь в подготовке инженерных кадров по металловедению.
Умер 2 января 1959 года. Похоронен в Москве на Новодевичьем кладбище (участок № 5, ряд № 29, место № 8)

## Награды
- орден Ленина (30.04.1945)[4][5]
- два ордена Красного Знамени (03.11.1944[6][5], 15.11.1950[7][5])
- орден Отечественной войны I степени (16.09.1945)[8]
- два ордена Трудового Красного Знамени (в т. ч. 05.01.1944)[9]
- орден Красной Звезды[6]
  - медали в том числе:
  - «За оборону Сталинграда» (1943)[6]
  - «За победу над Германией в Великой Отечественной войне 1941—1945 гг.» (27.09.1945)[10]
  - «За доблестный труд в Великой Отечественной войне 1941—1945 гг.» (1945)[6]

## Труды
- Глазомерная подготовка исходных данных для открытия огня батареей. Новосибирск: Штаб СибВО, 1931. 35 с.;
- Подготовка исходных данных для открытия огня артиллерии. Новосибирск: Штаб СибВО, 1932. 104 с.;
- Орудийная сталь. Ч. 1. Л.: Арт. академия, 1935;
- Физико-химическое исследование реакций сталеплавильного процесса. М.: ААН, 1951. 310 с. (соавтор Зоткин В. Е.);
- Высокопрочная сталь с высокой прокаливаемостью // Известия ААН. 1952. № 27. С. 51-62 (соавтор Зоткин В. Е.);
- Исследование высокопрочной малониобиевой стали // Известия ААН. 1952. № 27. С. 63-88 (соавтор Зоткин В. Е.);
- Безмолибденовая высокопрочная сталь // Известия ААН. 1953. М° 31. С. 20-37;
- Развитие артиллерийского производства за годы Советской власти / Советская артиллерия: Сб. статей. М.: ААН, 1950. С. 188-210.